# 周亞輝 (學者)
周亚辉（1964年11月12日—），海外华人学者。自称“热心于中国民主运动和反共运动”。

## 生平
1980年，岳阳市一中高中毕业。1984年，武汉大学理学学士。1987年，中国人民大学经济学硕士。1987-1994，在中国人民大学经济学院任教，先后任助教和讲师。1994年，赴澳大利亚留学。

## 言论
周亚辉发表的言论不时被指极端，他甚至扬言杀掉在亲民主派人士中享有较高名望的胡耀邦和赵紫阳的后代，以致被部分海外民运人士视为“中共特务”。

### “杀掉两亿人”言论
周亚辉曾发文《杀掉两亿中国人才有自由民主制度 （页面存档备份，存于）》，宣称“中国至少应当杀掉两亿劣种！只有杀掉这两亿劣种，中国的自由民主制度，才能实现！”。

### 宣称中国人是“支那劣种”
周在其多篇文章中公开宣称中国人是“13亿支那劣种”“支那猪”，并宣扬“杀绝支那劣种以谢天下”。

### 其它言论
周的“农民霸占地主土地”“汪精卫是个大英雄”“大多数被中共整肃的人罪有应得”“国企工人的痞子运动如果不反对不镇压，就会造成私有化的停顿”等言论也饱受批评。